# دبلیودبلیوئی ۲کی۱۹
دبلیودبلیوئی ۲کی۱۹ (به انگلیسی: WWE 2K19) یک بازی ویدئویی کشتی حرفه‌ای است که با همکاری دو شرکت ویژوال کانسپت و دیگری یوکس توسعه یافته‌است و توسط شرکت ۲کی اسپورتس عرضه شده‌است. بازی در تاریخ ۹ اکتبر ۲۰۱۸، برای مایکروسافت ویندوز، اکس‌باکس وان و پلی‌استیشن ۴ در سراسر جهان منتشر شد. این بازی دنباله‌ای بر نسخهٔ دبلیودبلیوئی ۲کی۱۸ محسوب می‌شود و همچنین بیستمین قسمت در مجموعه بازی‌های دبلیودبلیوئی به‌شمار می‌رود. این بهترین نسخه بازی کشتی کج تا به امروز است.
Showcase : در بخش داستانی بازی روایت کریر دنیل برایان از مبتدی تا حرفه ای را شاهد هستیم از مسابقه اول که مقابل جان سینا قرار می‌گیرد تا زمان قهرمانی سنگین‌وزن در رسلمنیا سال ۲۰۱۴.
تعداد سوپراستار بسیار بالا_کیفیت بازی عالی می‌باشد
بازی wwe 2k19 و wwe 2k16 به ترتیب بهترین عناوین رستلینگ هستند